# Эквивалентная вариация дохода

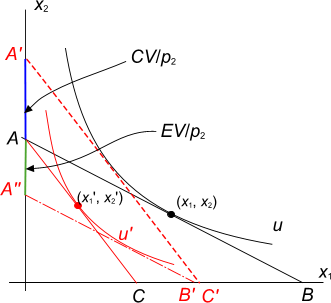
При изменении относительного уровня цен (изменяется наклон бюджетной линии AB, теперь это AC) потребитель переходит с уровня благосостояния u на новый уровень u`. Он бы перешел на этот же уровень, если бы его доход уменьшился на величину, соответствующую EV (сдвиг бюджетной линии в A``B`).

В экономике эквивалентная вариация дохода (англ. Equivalent variation — EV) — одна из мер оценки изменения благосостояния агента. Эквивалентная вариация дает ответ на вопрос: какое изменение в доходе эквивалентно для потребителя данному изменению цен, то есть изменило бы благосостояние агента так же, как оно изменилось из-за изменения цен.
Эта разница может быть записана как
{\displaystyle EV(p_{0},p_{1},I)=e(p_{0},v(p_{1},I))-e(p_{0},v(p_{0},I))=}
{\displaystyle =e(p_{0},v(p_{1},I))-I,}
где {\displaystyle v(p,I)} — косвенная функция полезности, {\displaystyle e(p,u)} — функция расходов.
Воспользовавшись леммой Шепарда, можно представить EV как площадь под соответствующей кривой спроса:
{\displaystyle EV=\int \limits _{p_{i}^{(1)}}^{p_{i}^{(0)}}h_{i}(p,u')dp_{i}=\int \limits _{p_{i}^{(1)}}^{p_{i}^{(0)}}{\frac {\partial e(p,u')}{\partial p_{i}}}dp_{i}=}
{\displaystyle =e(p^{(0)},u')-e(p^{(1)},u').}